# Six Jours de Montréal
Les Six Jours de Montréal sont une course cycliste de six jours disputée à Montréal, au Canada, de 1929 à 1942 et de 1963 à 1980. 37 éditions ont été organisées durant ces deux périodes. William Peden y détient le record de victoires avec 7 succès.
Le promoteur Willie Spencer, avec l'aide de Louis Quilicot, animateur du club cycliste canadien éponyme, mettent sur pied la tenue annuelle des Six Jours de Montréal, en octobre 1929, sur la piste du vélodrome du Forum de Montréal. L’accueil du public est immédiat et enthousiaste, attirant les plus grands noms du cyclisme international. En 1942, Harry Mendel est le promoteur des Six Jours de Montréal
Après chaque événement, la piste est démontée et stockée dans le sous-sol du Forum de Montréal. C'est une pratique courante de monter la piste avant le début de la course en prenant note des particularités spécifiques de la piste. Pendant le stockage, les principaux supports de l'ossature bois se dessèchent ce qui a entraîne une certaine déformation des planches. Lorsque la piste est remontée, elle est parfois tordue et déformée. Les coureurs de Six Jours doivent être prudents pour identifier les bosses sur la piste de Montréal.
René Paquin organise douze Six Jours au Centre Paul-Sauvé à Montréal de 1963 à 1976 avec Guy Morin, Jean Ladouceur, René Cyr et Oswald Van Delabelle